# Coltignone
Il Coltignone (1 479 m s.l.m.) è una montagna posta pochi chilometri a nord della città di Lecco.
.

## Descrizione

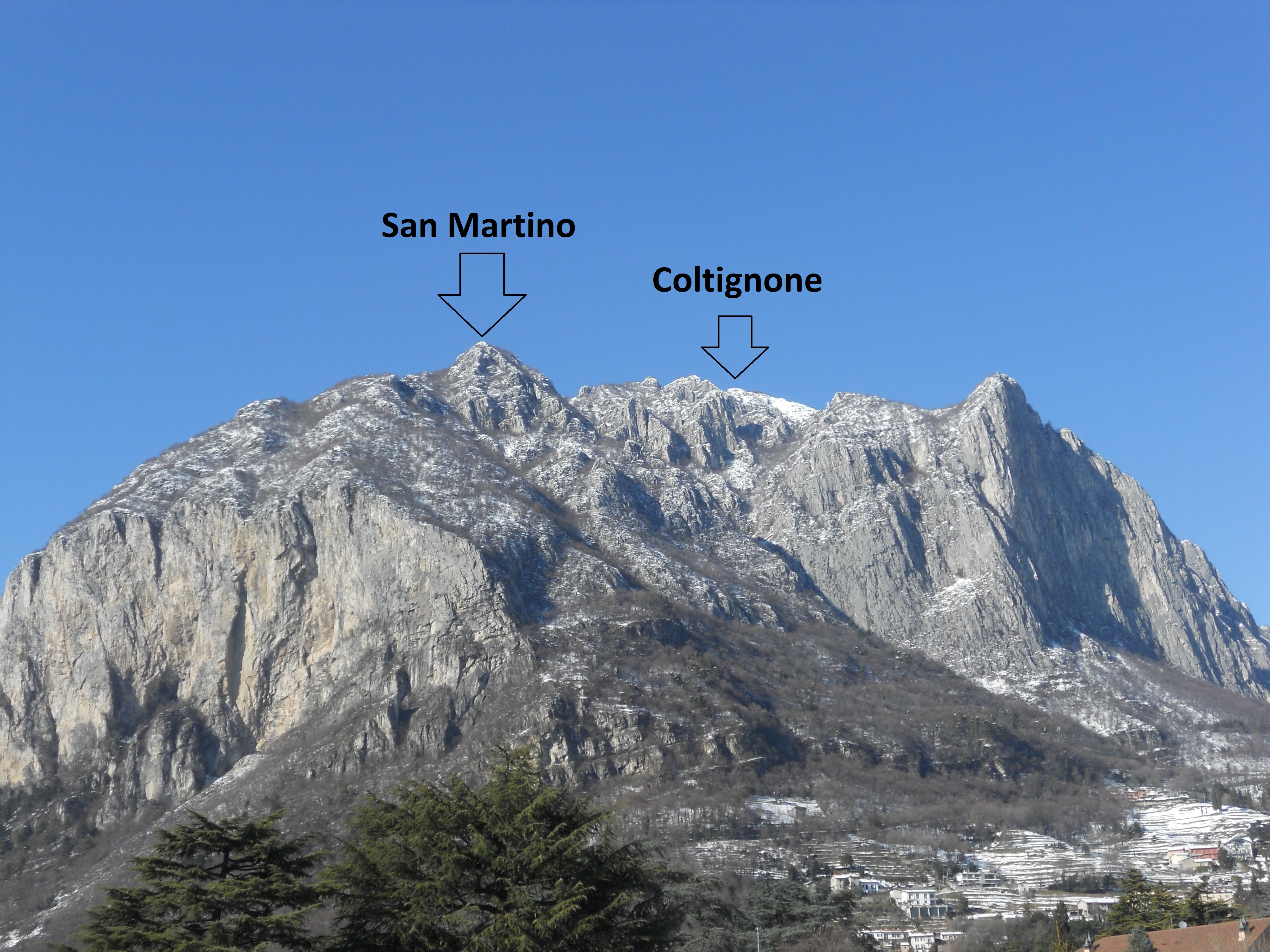
San Martino (a sinistra), Coltignone (al centro) e Corna di Medale (a destra)

Nonostante la quota non troppo alta, presenta una struttura piuttosto imponente, riconoscibile da parecchi chilometri di distanza, con i due versanti occidentale e orientale estremamente scoscesi e selvaggi. Spesso viene confuso con il vicino monte San Martino, il quale non è altro che un suo avancorpo.

## Geografia
Confina a nord coi Piani dei Resinelli e la Grignetta, a sud con il Corno Regismondo (1.295 m s.l.m.), la Corna di Medale (1.029 m s.l.m.) ed il monte San Martino, a ovest con il pizzo Forcellino ed il Lago di Como, a est con Ballabio e la Valsassina.

## Vie di salita
Le principali vie di salita sono tre:
- la più facile parte dai Piani dei Resinelli e conduce in vetta lungo un sentiero abbastanza largo e poco in pendenza che attraversa un bosco di faggi (Parco Valentino).[2]
- il sentiero Paolo Spreafico parte dal rifugio Piazza nei pressi della cappelletta del San Martino e, dopo un lungo traverso, risale la Val Verde sbucando sull'itinerario precedente a pochi metri dalla cima.[3]
- il sentiero GER (per escursionisti esperti) parte poco dietro la vetta del Corno Medale e presenta un tratto finale attrezzato con catene.[3]

## Geologia
La roccia di cui è composto è per gran parte calcare, tuttavia si possono anche trovare rari massi erratici di granito.